# Kitanai Kimi ga Ichiban Kawaii
Kitanai Kimi ga Ichiban Kawaii (きたない君がいちばんかわいい?  lit. «Eres la más linda cuando estas sucia») es una serie de manga escrita e ilustrada por Manio.
El manga fue publicado desde el 18 de noviembre de 2019 hasta el 18 de abril de 2022 por la editorial japonesa Ichijinsha, en la revista Comic Yuri Hime. Fueron emitidos cinco volúmenes recopilados en tankōbon.

## Sinopsis
Airi Sezaki, una popular estudiante de secundaria, mantiene una amistad secreta con su compañera de clase Hinako Hanamura. Después de la escuela, Airi comienza a abusar sexualmente de Hinako en un salón de clases vacío, con ideas que se vuelven más fetichistas con el tiempo. Más tarde, alguien los fotografía y de forma anónima le entrega las fotos a Hinako. Hinako alerta a Airi, quien le dice a Hinako que deberían dejar de verse. Sin embargo, las imágenes se distribuyen por la escuela y Airi queda socialmente excluida. Airi afirma que ella no es la de las fotos e intenta ganarse la simpatía de los demás, pero fracasa porque dudan de ella.

## Personajes
A continuación, se describirá brevemente a los personajes principales:
- Airi Sezaki (瀬崎 愛吏 Sezaki Airi?) es una estudiante de secundaria, siendo una de las más populares de su clase. Le da gran importancia a su posición social y trabaja duro para mantener una imagen limpia ante sus compañeros. Cuando está en privado con Hinako Hanamura, se muestra sádica con ella.
- Hinako Hanamura (花邑 ひなこ Hanamura Hinako?) es una estudiante de secundaria tímida y amigable. Cuando está en privado con Airi, a menudo sufre dolor como resultado de las acciones de Airi, pero encuentra felicidad en este tratamiento debido a su amor y deseo de estar cerca de Airi.

## Lista de volúmenes
| # | Fecha de publicación    | ISBN                                                                               |
| - | ----------------------- | ---------------------------------------------------------------------------------- |
| 1 | 18 de noviembre de 2019 | ISBN 978-4-7580-7991-4                                                             |
| 2 | 18 de junio de 2020     | ISBN 978-4-7580-2125-8                                                             |
| 3 | 18 de diciembre de 2020 | ISBN 978-4-7580-2195-1                                                             |
| 4 | 16 de julio de 2021     | ISBN 978-4-7580-2273-6                                                             |
| 5 | 18 de abril de 2022     | ISBN 978-4-7580-2395-5 (edición regular) ISBN 978-4-7580-2396-2 (edición especial) |

## Recepción
En 2024, el manga fue uno de los 50 nominados para la 7.ª edición de la lista «manga que queremos ver animado» de AnimeJapan, en la que participaron más de 100 000 usuarios. Kitanai Kimi Ga Ichiban Kawaii obtuvo la sexta posición.